# Joseph Scranton
Joseph Augustine Scranton, né le 26 juillet 1838 à Madison dans le Connecticut et mort le 12 octobre 1908, était un homme politique américain membre du Parti républicain et qui fut député  de Pennsylvanie de 1881 à 1883, 1885 à 1887, 1889 à 1891, et 1893 à 1897. 
 Son petit-fils, William Scranton, fut député de Pennsylvanie, gouverneur de Pennsylvanie et ambassadeur des États-Unis aux Nations unies.